# Eriachne bleeseri
Eriachne bleeseri är en gräsart som beskrevs av Pilg.. Eriachne bleeseri ingår i släktet Eriachne och familjen gräs. Inga underarter finns listade i Catalogue of Life.